# Arzén von Cserépy
Arzén von Cserépy (Budapest, 17 luglio 1881 – marzo 1958) è stato uno sceneggiatore, produttore cinematografico e regista ungherese.

## Biografia
Ha gestito la propria azienda di produzione Cserépy-Film fino a quando non è stata fusa con l'UFA.

## Filmografia parziale

### Regista
- Seltsame Köpfe (1916)
- Fridericus Rex - 1. Teil: Sturm und Drang (1922)
- Fridericus Rex - 4. Teil: Schicksalswende (1923)
- Ein Mädchen mit Prokura (1934)
- Nur nicht weich werden, Susanne! (1935)
- Földindulás (1940)

### Sceneggiatore
- Marshal Forwards, regia di Heinz Paul (1932)

### Produttore
- Katharina die Große, regia di Reinhold Schünzel (1920)
- Maria Magdalene, regia di Reinhold Schünzel (1920)
- Ein Tag auf dem Mars, regia di Heinz Schall (1921)
- Alt Heidelberg, regia di Hans Behrendt (1923)
- Der Choral von Leuthen, regia di Carl Froelich e Arzén von Cserépy (1933)